# TENACIOUS
TENACIOUS（テネシアス）はispaceの月面車。2025年1月に打ち上がったHAKUTO-R ミッション2で月着陸機RESILIENCEに搭載され、月まで運ばれる。RESILIENCEが氷の海に着陸した後に展開され、月面の移動探査を行う。TENACIOUSにはスコップが取り付けられており、レゴリスの採取に使用される。